# ナツノハナ
「ナツノハナ」は、JUJUの4枚目のシングル。2007年8月8日発売。発売元はソニー・ミュージックアソシエイテッドレコーズ。

## 収録曲
1. ナツノハナ 
  - 作詞：はしもとみゆき／作曲：谷口尚久／編曲：CHOKKAKU
  - フジテレビ系アニメ『モノノ怪』エンディングテーマ
2. COME, FLY WITH ME
  - 作詞・作曲：JUJU、E-3
  - アミューズピクチャーズ配給映画『Jam Films S』主題歌
3. Something About Us
  - 作詞・作曲：Thomas Bangalter、Guy-Manuel de Homem-Christo／編曲：SOUSHI UCHIDA

Daft Punkのカバー
4. ナツノハナ -Instrumental-

## 収録アルバム
ナツノハナ
- 『Wonderful Life』
- 『BEST STORY 〜Love stories〜』（#2、-Love Stories Mix-）

## カバー
- 菊地真（平田宏美） - 「THE IDOLM@STER MASTER SPECIAL 05」に収録。